# Gelachernes novaguineensis
Gelachernes novaguineensis är en spindeldjursart som beskrevs av Beier 1971. Gelachernes novaguineensis ingår i släktet Gelachernes och familjen blindklokrypare. Inga underarter finns listade i Catalogue of Life.